# Нумансия (броненосец)
«Нумансия» (исп. Numancia) — первый броненосец (броненосный фрегат) испанского королевского флота, и первый в мире броненосец, совершивший успешное кругосветное плаванье. Корабль был заказан как часть крупномасштабного проекта возвращения Испании в число ведущих морских держав. Получил свое название в память о подвиге кельтиберийских жителей Нуманции, в окрестностях нынешней Сории, сопротивлявшихся римским захватчикам. Являлся вторым из трёх кораблей испанского флота, носивших такое название.
Броненосец «Нумансия» принял активное участие в Первой тихоокеанской войне (1864-1871). Во время кантонального восстания 10 октября 1873 года участвовал в морском сражении у Картахены.
Практически однотипный ему деревянный батарейный броненосец «Витория» был спущен на воду в Англии в 1865 году.